# بريغيه 393 تي
بريغيه 393 تي (بالإنجليزية: Breguet 393T)‏ هي طائرة ركاب، ذات سطحين، بثلاثة محركات. أنتجت في فرنسا. من صناعة بريغيه للطيران. كانت تستخدم بشكل أساسي من قبل الخطوط الجوية الفرنسية. كان أول طيران لها في 1931. دخلت الخدمة في 1934، صنع منها 9 طائرة.